# Cyornis caerulatus
A Cyornis caerulatus a madarak (Aves) osztályának verébalakúak (Passeriformes) rendjébe, ezen belül a légykapófélék (Muscicapidae) családjába tartozó faj.

## Rendszerezése
A fajt Charles Lucien Jules Laurent Bonaparte francia ornitológus írta le 1857-ben, a Schwaneria nembe Schwaneria caerulata néven.

## Előfordulása
Brunei, Indonézia és Malajzia területén, Borneó és Szumátra szigetén honos. Természetes élőhelyei a szubtrópusi vagy trópusi síkvidéki esőerdők. Állandó, nem vonuló faj.

## Alfajai
- Cyornis caerulatus albiventer Junge, 1933
- Cyornis caerulatus caerulatus (Bonaparte, 1857)
- Cyornis caerulatus rufifrons Wallace, 1865[2]

## Megjelenése
Testhossza 15 centiméter.

## Életmódja
Valószínűleg gerinctelenekkel táplálkozik.

## Természetvédelmi helyzete
Az elterjedési területe nagy, de az erdőirtások miatt gyorsan csökken, egyedszáma 15000 alatti és az is gyorsan csökken. A Természetvédelmi Világszövetség Vörös listáján sebezhető fajként szerepel.